# Compañía Nacional de Radio y Televisión de Bielorrusia
La Compañía Nacional de Radio y Televisión de Bielorrusia (en bielorruso, Нацыянальная дзяржаўная тэлерадыёкампанія Рэспублікі Беларусь), cuyo nombre comercial es Beltelradio (en bielorruso, Белтэлерадыёкампанія), es la organización estatal de radiodifusión pública de Bielorrusia. Gestiona cinco emisoras de radio y siete canales de televisión.

## Historia
Bielorrusia se convirtió en una república independiente a raíz de la disolución de la Unión Soviética, por lo que sus autoridades tuvieron que establecer una compañía estatal de radiodifusión. Hasta ese momento, las emisiones corrían a cargo de la Televisión Central Soviética. La radio y televisión públicas pasaron a manos del nuevo gobierno el 26 de diciembre de 1991, fecha de la desaparición definitiva de la URSS.
Desde 1993 hasta 2021 ha sido miembro activo de la Unión Europea de Radiodifusión. Su membresía fue suspendida por la propia UER debido a la polémica en 2021 por la interferencia del gobierno y los ataques a la libertad de prensa en el contexto del arresto de Román Protasévich, y polémicas relacionadas con el Festival de Eurovisión de ese mismo año, entre otros motivos. Esta suspensión deja a Bielorrusia sin miembros en la organización y sin acceso a sus servicios.
En 2022, la compañía fue incluida en las listas de sanciones de la Unión Europea, Canadá, Suiza y Ucrania.

## Servicios

### Radio
- Primera Cadena Nacional: Emite una programación generalista e informativa. Entró al aire el 15 de noviembre de 1925
- Radio Kultura: Emite una programación con música clásica, conciertos e información de eventos culturales. Entró al aire el 1 de enero de 2002.
- Radio Belarus: Señal internacional, enfocada a la diáspora bielorrusa. Entró al aire el 11 de mayo de 1962.
- Radio Stolica: Radio generalista con programación regional. Dirigida principalmente a la capital. Entró al aire el 21 de septiembre de 1998.
- Radius FM: Radio enfocada al público joven, especializada en música. Entró al aire el 12 de julio de 2003.

### Televisión
- Belarus 1: Televisión de carácter generalista, en emisión desde el 1 de enero de 1956.
- Belarus 2: Segundo canal, enfocado al entretenimiento. Comenzó sus emisiones el 18 de octubre de 2003 como Lad. Opera bajo la actual marca desde el 13 de noviembre de 2011.
- Belarus 3: Programación cultural. Comenzó a emitir el 8 de febrero de 2013.
- Belarus 4: Programación regional, disponible desde 2015.
- Belarus 5: Programación deportiva. Emite desde el 21 de octubre de 2013.
- Belarus 24: Canal internacional. Comenzó sus emisiones el 1 de febrero de 2005 como Belarus TV.
- NTV Belarus: señal del canal ruso «NTV» para Bielorrusia, con programas propios.

Todos los canales (salvo Belarus 4) pueden verse en vivo a través del sitio web de la corporación sin restricción geográfica.